# GABA-agonist

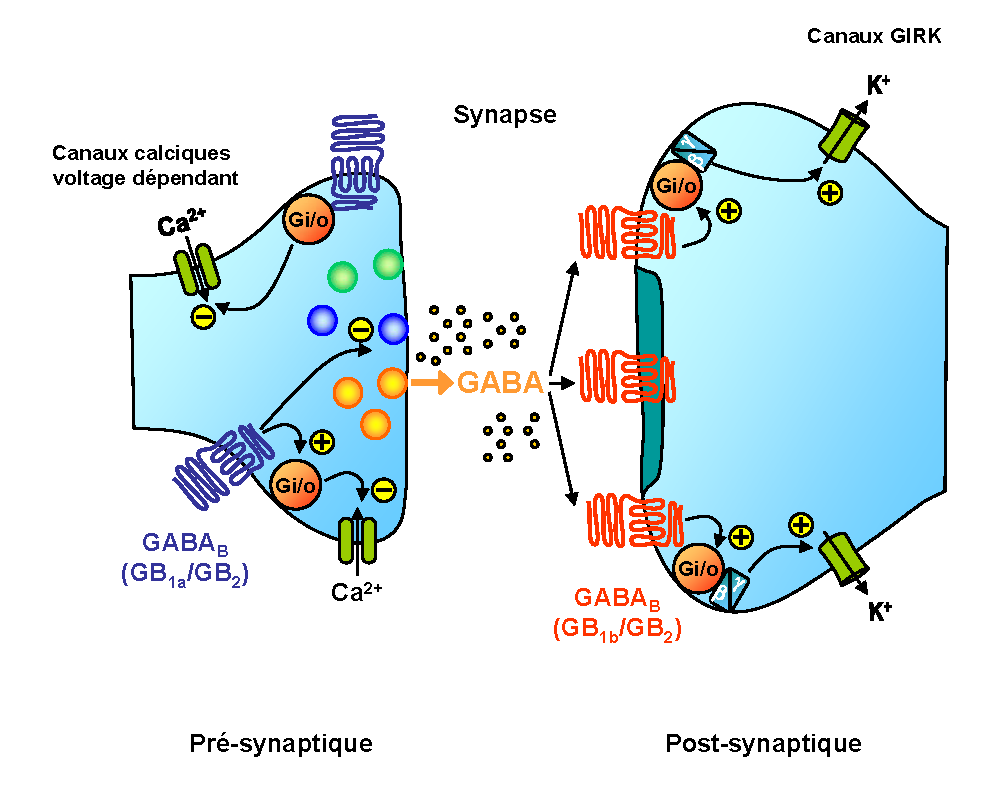
Synaps met GABA-receptoren

Een GABA-agonist is een middel dat de werking van de neurotransmitter γ-aminoboterzuur, of GABA, versterkt. Een GABA-agonist stimuleert direct de GABA-receptor of verhoogt de gevoeligheid van een receptor voor GABA.

## Werking
GABA-receptoren zijn ionotrope receptoren die ionkanalen vormen voor het doorlaten van chloride-ionen als ze door GABA geactiveerd worden. Ze bevinden zich op het postsynaptische celmembraan van de synaptische spleten tussen zenuwcellen.
GABA heeft voornamelijk een inhiberende werking omdat de GABA-receptoren het celmembraan sterk polariseren als ze chloride-ionen doorlaten. Deze onderdrukking kan ook zeer kort duren (< 0,1 s) zodat snelle pulserende GABA-afgifte aanleiding kan geven tot snelle synchrone oscillaties van grote groepen neuronen. De activiteit van zenuwcellen wordt in grote delen van het centraal zenuwstelsel door GABA-agonisten onderdrukt. Dat betekent dat een actiepotentiaal onderdrukt wordt, dat prikkelgeleiding vertraagd wordt en dat oscillaties vertragen of verdwijnen door GABA-agonisten.

## Toepassing
GABA-agonisten worden in de geneeskunde toegepast als slaapmiddel, kalmeringsmiddel, anti-epilepticum, pijnstiller of spierverslapper. Veel in de geneeskunde gebruikte GABA-agonisten behoren tot de benzodiazepinen en de barbituraten. Langdurig of overmatig gebruik van GABA-agonisten kan tot een verslaving leiden bij mensen die daar gevoelig voor zijn; de bekendste en wereldwijd meest geconsumeerde GABA-agonist is alcohol.